# Mill Creek (Illinois)
Pour les articles homonymes, voir Mill Creek.
Mill Creek est un village situé au sud du comté d'Union dans l'Illinois, aux États-Unis,. Le village est incorporé le 14 juin 1898.

## Démographie
Lors du recensement de 2010, le village comptait une population de 65 habitants. Elle est estimée, en 2016, à 63 habitants.

### Source de la traduction
- (en) Cet article est partiellement ou en totalité issu de l’article de Wikipédia en anglais intitulé « Mill Creek, Illinois » (voir la liste des auteurs).